# نيل لين
نيل لين (بالإنجليزية: Neil Lyne)‏ (4 أبريل 1970 في المملكة المتحدة - ) هو لاعب كرة قدم بريطاني في مركز الوسط. لعب مع شروزبري تاون وكامبريدج يونايتد ونادي تشيسترفيلد ونادي نورثامبتون تاون ونادي هيرفورد ونادي والسول ونوتينغهام فورست ونادي كيترينغ تاون ونادي تلفورد يونايتد.

## وصلات خارجية
- نيل لين على موقع قاعدة بيانات كرة القدم.إي يو (الإنجليزية)